# بيرتي فوغتس
بيرتي فوغتس (بالألمانية: Berti Vogts) واسمه الأصلي هانس هيوبرت فوغتس وبرتي لقبه وهو لاعب كرة قدم ألماني سابق من مواليد 30 ديسمبر 1946 في كارست، يعمل مدرب كرة قدم حالياً.

## مسيرته كلاعب

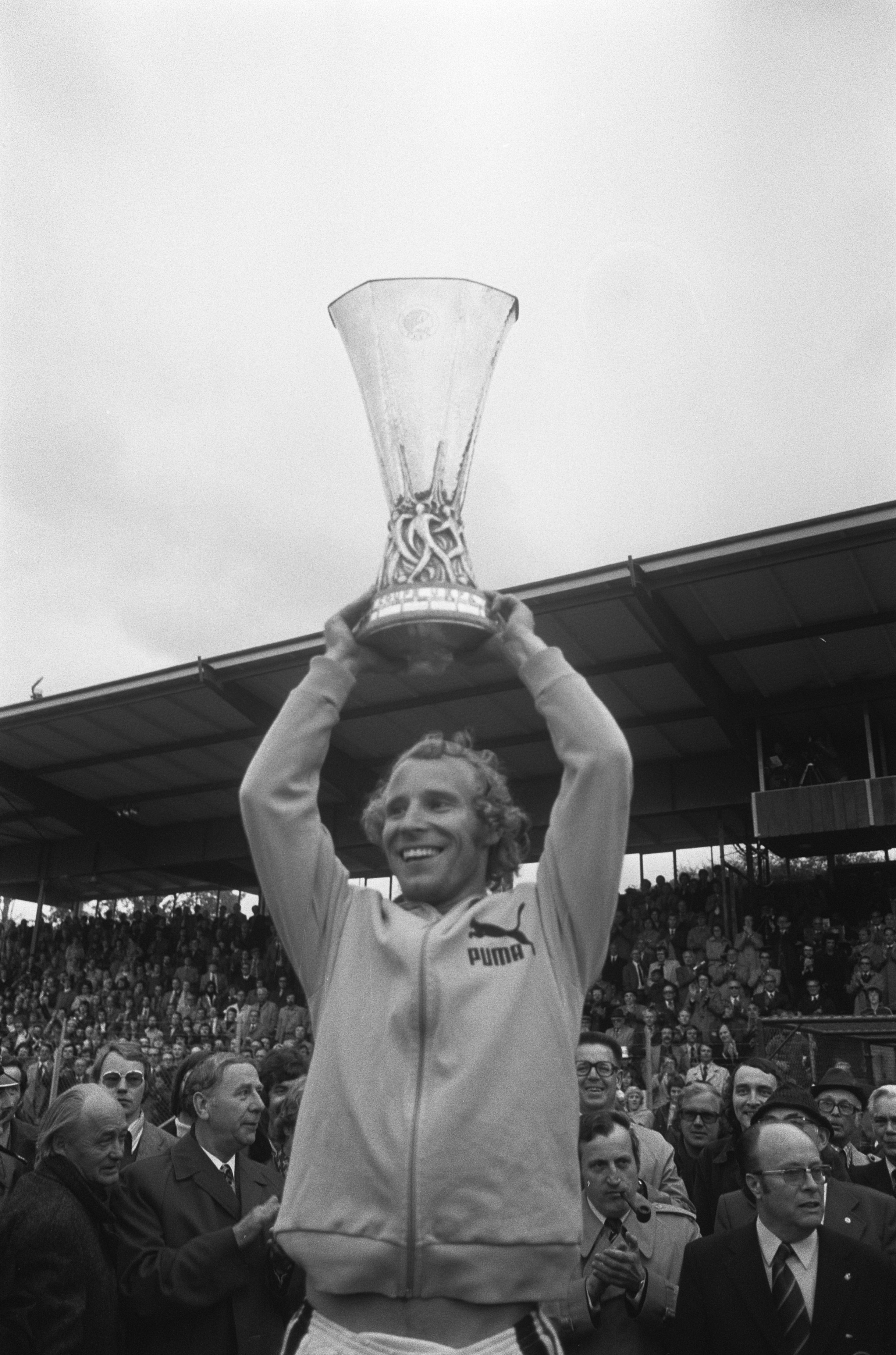
فوغتس يرفع كأس الاتحاد الأوروبي مع بوروسيا مونشنغلادباخ موسم 1974-75

بدأ بيرتي فوغتس مسيرته كلاعب مع نادي مدينته في أف أر بوتغن في سنة 1954، وفي سنة 1965 انتقل إلى نادي بوروسيا مونشنغلادباخ، وقد شكل أحد أعمدة الفريق الذهبي لفريق بروسيا مونشنغلادباخ في السبعينات، وفاز لقب الدوري الألماني خمس مرات وكأس ألمانيا مرة واحدة، وكأس الاتحاد الأوروبي مرتين، وقد لعب فوغتس 419 مباراة في الدوري الألماني مع نادي بوروسيا مونشنغلادباخ وسجل 33 هدف، وقد لعب 68 مباراة مع النادي على المستوى الأوروبي، وسجل 8 أهداف، وقد أعتزل لعب الكرة في سنة 1979.
و قد كان أيضا أحد أعضاء المنتخب الألماني الفائز في كأس العالم في سنة 1974، ولعب مع المنتخب الألماني 96 مباراة دولية وسجل هدف واحد فقط.

## مسيرته كمدرب كرة قدم
منذ أن اعتزل كرة القدم أراد بيرتي فوغتس أن يصبح مدرب، وفي سنة 1986 أصبح مساعد مدرب المنتخب الألماني فرانز بكنباور، وبعد أن فاز المنتخب الألماني بكأس العالم 1990، استقال فرانز بكنباور من تدريب المنتخب، وحل محله بيرتي فوغتس، الذي قاد الفريق إلى الفوز ببطولة كأس أمم أوروبا 1996، ولكنه أقيل بعد إخفاقه في كأس العالم 1998. وفي نوفمبر من سنة 2000، أصبح مدربا لنادي باير ليفركوزن، وقد قاد الفريق إلى التأهل إلى تصفيات دوري أبطال أوروبا، ولكنه أقيل من تدريب النادي الألماني.
- وفي أغسطس 2001 أصبح بيرتي فوغتس مدربا لمنتخب الكويت لكرة القدم، ولكنه وبعد بطولة كأس الخليج 2002 في الرياض، والتي حل فيها المنتخب الكويتي في المركز الثالث، أقيل من تدريب منتخب الكويت لكرة القدم.

و بعدها وقع فوغتس مع منتخب إسكتلندا لكرة القدم، وقد حقق العديد من النتائج المخيبة للآمال، وبعدها أستقال من تدريب المنتخب الإسكتلندي.

## روابط خارجية
- بيرتي فوغتس على موقع IMDb (الإنجليزية)
- بيرتي فوغتس على موقع مونزينجر (الألمانية)
- بيرتي فوغتس على موقع ديسكوغز (الإنجليزية)
- بيرتي فوغتس على موقع قاعدة بيانات الفيلم (الإنجليزية)
- بيرتي فوغتس على موقع الاتحاد الدولي (مؤرشف)  (الإنجليزية)
- بيرتي فوغتس على موقع قاعدة بيانات كرة القدم.إي يو (الإنجليزية)
- بيرتي فوغتس على موقع بيانات كرة القدم. دي إي (الألمانية)
- بيرتي فوغتس على موقع ناشيونال فوتبول تيمز (الإنجليزية)
- بيرتي فوغتس على موقع عالم كرة القدم.نت (الإنجليزية)